# HD118660
HD118660 — хімічно пекулярна зоря спектрального класу A6, що має видиму зоряну величину в смузі V приблизно  6,5.
Вона  розташована на відстані близько 233,8 світлових років від Сонця.

## Фізичні характеристики
Зоря HD118660 обертається 
досить швидко 
навколо своєї осі. Проєкція її екваторіальної швидкості на промінь зору становить  Vsin(i)= 94км/сек.